# Björk (navn)
 For alternative betydninger, se Björk (flertydig). (Se også artikler, som begynder med Björk)
Björk kommer oprindelig fra Island og er et pigenavn; det tilsvarende drengenavn staves oftest Birk. Navnet findes også med den norske stavemåde som Bjørk, som er et drengenavn og Bjørg, som er et pigenavn, der ligeledes er det svenske navn for træet birk; den danske udgave af navnet Björk er således også Birk.
Navnet anvendes også som mellemnavn og efternavn.

## Kendte personer med navnet
- Björk Guðmundsdóttir, en islandsk sangerinde.
- Bjørk Matias Friis, en dansk tegneserietegner

## Ekstern henvisning
- Familiestyrelsens navnelister Arkiveret 27. marts 2008 hos  Wayback Machine